# 三星山
三星山，位於台灣宜蘭縣大同鄉太平村的一座山峰，峰頂海拔2,352公尺，為台灣小百岳之一。該山峰地處蘭陽溪支流天狗溪與和平溪支流莫很溪的分水嶺上，立有一等三角點及一等衛星控制點。三星山西南方約4公里處即為太平山國家森林遊樂區。